# Falcon (криптоалгоритм)
Falcon (англ. Fast-Fourier Lattice-Based Compact Signs over NTRU) — постквантовый алгоритм криптографической подписи поверх решёток NTRU.
Представлен в проекте постквантовой криптографии NIST 30 ноября 2017 года, авторы — Томас Прест, Пьер-Ален Фуке, Джеффри Хоффштейн, Полом Киршнер, Вадим Любашевский, Томас Порнин, Томас Рикоссе, Грегор Зайлер, Уильям Уайт, Чжэнфей Чжан. Использует преимущества нескольких инструментов для обеспечения компактности и эффективности с доказуемой безопасностью. Использование решётки NTRU позволяет сделать размер подписи и открытого ключа относительно небольшим, в то время как быстрое преобразование Фурье обеспечивает эффективное вычисление подписи. При этом с точки зрения безопасности NTRU обладает пониженной безопасностью по сравнению с моделью квантового случайного оракула.
Эталонные реализации выполнены на Си и Python.

## Свойства
Для обеспечения безопасности используется гауссов семплер, что гарантирует малую утечку информации о секретном ключе вплоть до практически бесконечного количества подписей (более 264). Компактность обеспечивается благодаря использованию решёток NTRU — подписи существенно короче, чем в любой схеме подписи на основе решёток с теми же гарантиями безопасности, а открытые ключи имеют примерно такой же размер.
Алгоритм масштабируем — его асимптотическая сложность {\displaystyle O(n\log n)} позволяет использовать долговременные параметры безопасности при умеренных затратах. Усовершенствованный алгоритм генерации ключей Falcon использует менее 30 килобайт оперативной памяти, таким образом, Falcon совместим с небольшими встроенными устройствами с ограниченным объёмом памяти.
Кроме того, в версии Falcon-512 все операции выполняются с постоянным временем, в том числе операции с плавающей точкой. 
Применение быстрого преобразования Фурье позволяет реализовывать тысячи подписей в секунду на обычном компьютере, a проверка проходит в пять-десять раз быстрее. Версия Falcon-512 имеет уровень безопасности NIST 1 (безопасность, сравнимая со взломом битов AES-128), а версия Falcon-1024 имеет уровень безопасности NIST 5 (сравнимый со взломом AES-256). Используя эталонную реализацию на обычном настольном компьютере (Intel Core i5-8259U с тактовой частотой 2,3 ГГц, TurboBoost отключён), Falcon достигает следующей производительности:
| Версия      | Время генерации ключа (мс) | Пропускная способность (подписей/с) | Пропускная способность(проверок/с) | Размер сигнатуры (байт) |
| ----------- | -------------------------- | ----------------------------------- | ---------------------------------- | ----------------------- |
| Falcon-512  | 8,64                       | 5948,1                              | 27930                              | 666                     |
| Falcon-1024 | 27,45                      | 2913,0                              | 13650                              | 1280                    |

## Основные элементы
Основными элементами в Falcon являются многочлены степени {\displaystyle n} с целыми коэффициентами. Степень {\displaystyle n} обычно является степенью двойки (обычно 512 или 1024). Вычисления производятся по модулю многочлена одной переменной степени {\displaystyle n}, обозначаемого {\displaystyle \phi } (который всегда имеет вид {\displaystyle \phi =x^{n}+1}). 
Математически в алгоритме некоторые многочлены интерпретируются как векторы, а другие – как матрицы. Полином {\displaystyle f} по модулю {\displaystyle \phi } обозначает квадратную матрицу {\displaystyle n\times n}, строками которой являются {\displaystyle x^{i}f{\pmod {\phi }}} для всех {\displaystyle i} от 0 до {\displaystyle n-1}. Сложение и умножение таких матриц сводится к сложению и умножению многочленов по модулю {\displaystyle \phi }. Поэтому Falcon реализован в терминах операций над многочленами, даже в операциях с матрицами, определяющими решётку.

## Генерация ключевой пары
Генерация ключевой пары включает в себя генерацию случайных многочленов {\displaystyle f} и {\displaystyle g} с простым распределением гаусса и решение уравнения NTRU для вычисления {\displaystyle F} и {\displaystyle G}. Генерация  {\displaystyle f} и {\displaystyle g}:
- генерируется случайный бит {\displaystyle s}, а также случайная величина {\displaystyle v_{0}}; если {\displaystyle v_{0}} меньше заданной константы {\displaystyle c_{0}}, то коэффициент будет равен нулю;
- Генерируется случайное 63-битное значение {\displaystyle v_{1}}, и используется таблица констант: получается индекс {\displaystyle k} первого значения {\displaystyle c_{k}}, которое не больше {\displaystyle v_{1}} (элементы таблицы индексируются, начиная с 1, и идут по убыванию, последний равен 0, что гарантирует уникальность решения).
- если {\displaystyle v_{0}<c_{0}}, то новый коэффициент многочлена равен 0; в противном случае его значение равно {\displaystyle (-1)^{s}k}; все операции выполняются систематически, то есть тест на {\displaystyle v_{0}} выполняется в постоянном времени, а поиск {\displaystyle v_{1}} в таблице выполняется всегда, независимо от результата теста на {\displaystyle v_{0}}; поиск в таблице выполняется путем чтения всех элементов таблицы;
- решении уравнения NTRU; при решении уравнения NTRU вычисляются многочлены различных степеней, коэффициенты которых являются большими целыми числами; используется RNS (система остаточных чисел) для больших целых чисел, поэтому работа происходит с ожидаемой длиной целых чисел, а не с их истинной длиной.

В итоге, открытый ключ {\displaystyle pk}, соответствующий закрытому ключу {\displaystyle sk=(f,g,F,G)} – это многочлен {\displaystyle h\in Z_{q}[x]/(\phi )} такой, что:
{\displaystyle h=gf^{-1}{\pmod {\phi ,q}}}.
После получения подходящих многочленов {\displaystyle f}, {\displaystyle g}, {\displaystyle F}, {\displaystyle G}, вторая часть генерации ключа заключается в их обработке в подходящий формат. Под подходящим форматом подразумевается, компактность и возможность быстро генерировать подписи. К такому формату можно прийти с помощью Falcon-дерева. Чтобы вычислить Falcon-дерево, нужно вычислить {\displaystyle LDL^{*}}-разложение {\displaystyle G=BB^{*}}, где:
{\displaystyle B=\ \ \ {\begin{vmatrix}g\ \ -f\\G\ \ \ \ F\end{vmatrix}}}.
Это эквивалентно вычислению ортогонализации Грамма — Шмидта для {\displaystyle B=L\times B}.

## Вычисление подписи
Принцип алгоритма создания подписи:
- вычисление хэш-значение {\displaystyle c\in Z_{q}[x]/(\phi )} из сообщения {\displaystyle m} и модификатора входа хэш-функции {\displaystyle r}.
- вычисление двух коротких значений {\displaystyle s_{1}} и {\displaystyle s_{2}}, таких, что {\displaystyle s_{1}+s_{2}h=c{\pmod {q}}}, используя знание секретного ключа {\displaystyle f,g,F,G}.

## Преимущества и недостатки
Главными преимуществами алгоритма являются компактность, быстрота и несколько режимов работы (классический, режим восстановления сообщения, режим восстановления ключа). Кроме того, Falcon можно превратить в схему IBE (шифрование на основе идентификации) и в схему кольцевой подписи. Falcon является самой компактной схемой из всех постквантовых схем подписи. Но существуют и недостатки, в первую очередь это сложность для понимания и реализации и плохая устойчивость побочного канала к перехвату.

Сравнение размера открытого ключа с другими алгоритмами подписи на уровне NIST 5 (размеры в байтах): 
Сравнение размера подписи с другими алгоритмами подписи на уровне NIST 5 (размеры в байтах):  